# 栃木県立黒羽高等学校
栃木県立黒羽高等学校（とちぎけんりつくろばねこうとうがっこう）は、栃木県大田原市前田（旧黒羽町前田）に所在する公立の高等学校。

## 設置学科
- 普通科

## 概要
略称は校章にある「黒高」であったが、栃木県立黒磯高等学校との混同を避けるため、「羽高」と呼ばれることがある。
1948年、栃木県立那須農業高等学校（現、栃木県立那須拓陽高等学校）の黒羽分校として開校された（そのため、栃木県立那須高等学校とは兄弟校であるといえる）。黒羽太鼓同好会の活動が知られ、2022年には第46回全国高等学校総合文化祭の郷土芸能部門にも出場した。また、相撲部も強く、国体・インターハイの常連校である。学校敷地内まで乗り入れている大田原市営バスと関東自動車もあるが、栃木県那須北地区の他の県立高校同様原付での通学も許可されている。
2022年度に小規模特定校となっており、1学年4クラスから3クラスに減らし、単位制を導入した。また単位制になったことにより、普通科で商業の科目を受けることができたりなど選択制の科目が増え、より将来にあった学習ができるようになった。
少子化の影響を受け、2024年度の入学生からはさらに1クラス減り、1学年2クラスとなった。

### 校訓
1. 明るく
2. 正しく
3. たくましく

### 教育目標
1. 進んで学び、思考力を培う
2. 心身を鍛え、根気を養う
3. 責任を重んじ、勤労を尊ぶ

## 学校行事
全校徒歩遠足：毎年、ゴールデンウィーク前に徒歩による遠足を行っており、学年ごとで行く場所が違う。(※現在新型コロナ対策のため近年未実施)
体育祭・八溝祭：「八溝祭（学校祭）」と「体育祭」を隔年で行っている。
修学旅行：二年生が「平和教育」「地域理解」のテーマを設定して沖縄方面を３泊４日の日程で実施している。令和5年度からは行き先が沖縄から関西方面（広島、大阪）に変更され、広島では平和学習、大阪では文化や歴史学習を中心に、クラス別や班別での見学活動を行っている。
黒羽こころみ学習：総合的な探究の時間としてのカリキュラムを、各学年独自のテーマに基づき実施している。（１年目「環境学習」、２年目「地域理解学習＆異文化理解学習」、３年目「進路学習」。）

## 部活動
全１７部（運動部９部、文化部８部）
少子化の影響で、２０２５年度より７つの部活で、新規部員の募集停止が決定されている。

### 運動部
- バスケットボール部 （2025年度から新規部員の募集停止）
- テニス部
- バドミントン部
- 卓球部
- 陸上競技部
- バレーボール部（2025年度から新規部員の募集停止）
- サッカー部（2025年度から新規部員の募集停止）
- 野球部
- 相撲部

### 文化部
- ボランティア部（2025年度から新規部員の募集停止）
- 音楽部 吹奏楽団（2025年度から新規部員の募集停止）
- 音楽部 合唱団
- 美術部
- 華道部（2025年度から新規部員の募集停止）
- 演劇部
- 手芸部（2025年度から新規部員の募集停止）
- 黒羽太鼓部

## 沿革
- 1948年　栃木県立那須農業高等学校黒羽分校として発足
- 1962年　栃木県立黒羽高等学校として独立開校

## 著名な出身者
- 大島美幸 - お笑いタレント
- 礒恒之 - 元プロ野球選手
- 三田大生 - 大相撲力士

## マスコットキャラクター
黒羽のイニシャルＫから生まれた「けーちゃん」がマスコットキャラクター。誕生日４月１４日（創立記念日）。チャームポイントは美脚。式典やイベントの際に登場し、生徒たちを盛り上げている。

## 公共交通機関
※関東自動車、大田原市営バスともに校内敷地駐車場まで乗り入れている。
- 【関東自動車】JR西那須野駅東口～五峰の湯線・大田原市役所～五峰の湯線「黒羽高校」バス停下車すぐ（黒羽高校バス停時刻表※関東自動車のみ）
- 【大田原市営バス】JR那須塩原駅東口～雲巌寺線「黒羽高校」バス停下車すぐ
- 【大田原市営バス】JR黒磯駅東口～黒羽高校線「黒羽高校」バス停下車すぐ
- 【らくらく与一号(デマンド交通)】湯津上・黒羽線「黒羽高校」バス停下車すぐ